# Jelmondat
A jelmondat (vagy újabban divatos szóval  szlogen olyan, könnyen megjegyezhető mottó vagy frázis, amelyet politikai, kereskedelmi, vallásos és egyéb szövegkörnyezetekben változtatás nélkül használnak.

## Jogi oltalma
A jelmondat, ha teljesíti egy adott ország  védjegytörvényben foglalt követelményeket, védjegyoltalom alatt állhat. (A védjegyoltalom az árujegyzékben felsorolt áruk illetve szolgáltatások körében kizárólagos használati jogot biztosít a védjegyjogosultnak. A módosított 1997. évi XI. törvény 1. § (2) bekezése szerint  védjegy-oltalomban részesülő megjelölés lehet különösen:
a) szó, szóösszetétel, beleértve a személyneveket és a jelmondatokat (stb.) Védjegyoltalom hiányában is felléphet a jogosult tisztességtelen verseny elleni keresettel, ténylegesen használt jelmondata védelmében. 

### Néhány példa
- "Good food, good life" (Nestlé)

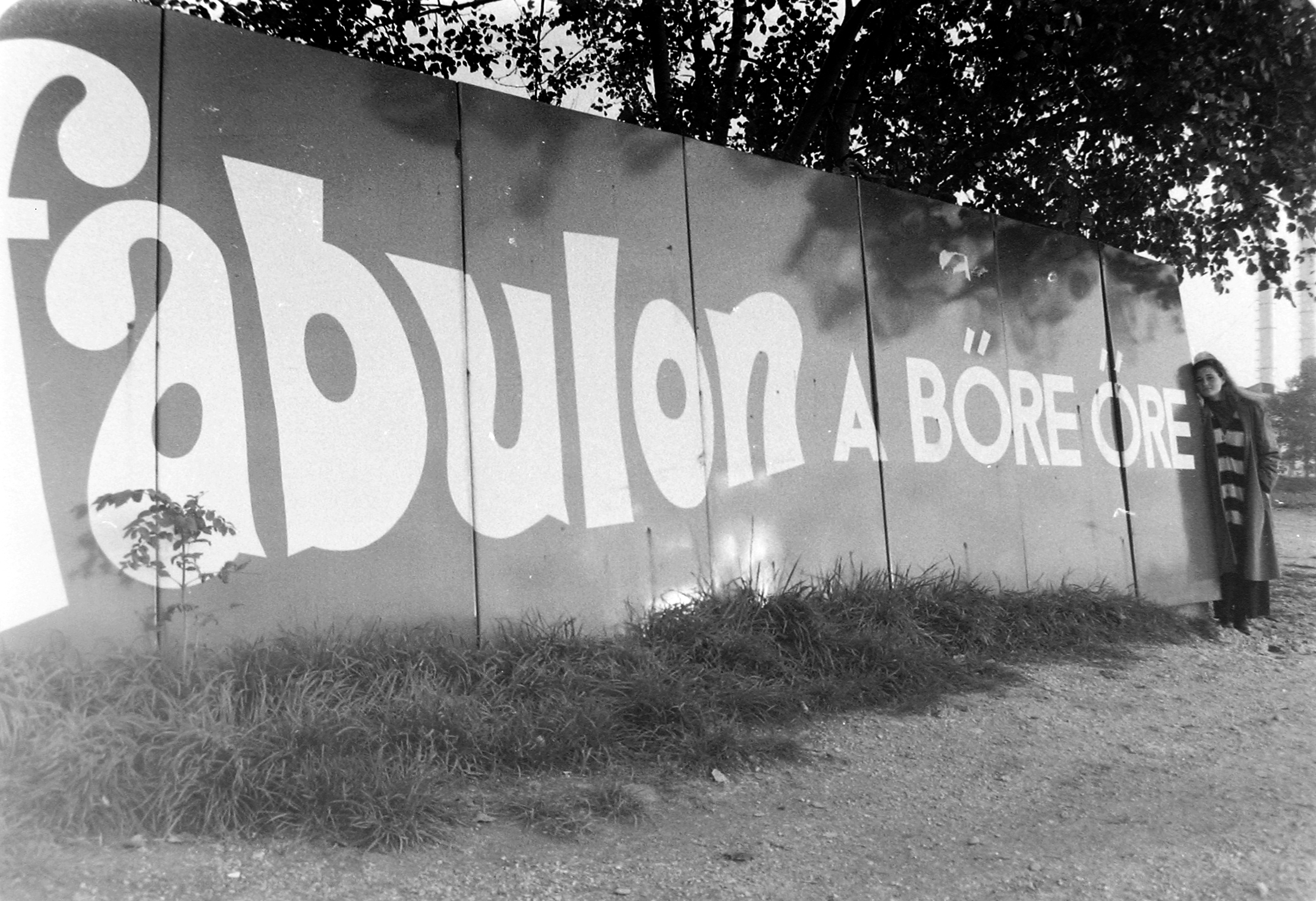
A Richter Gedeon Vegyészeti Gyár Rt. szlogenje egy Duna-parti kerítésen 1988-ban

- "Fabulon a bőre őre" (a Richter Gedeon Vegyészeti Gyár Rt. szlogenje volt az 1970-es - 1980-as években kozmetikumokra)
- "Daihatsu - a tutitárs" (gépkocsi magyarországi reklámszlogenje volt az 1990-es években)
- "Vigyázz piszok, jön a Hypo" (a két világháború közötti reklámszlogen)
- "Nem megmondtam, hogy bontott csirkét hozzál?" (Reklámfilm szlogenje az 1970-es évekből)
- "Gillette, férfiasan tökéletes"

## Az angol slogan szó eredete
A szlogen szó a sluagh-ghairm szóból ered, amely a csatakiáltás skót megfelelője.